# 拉卜楞寺续部下学院
续部下学院亦称下续部学院，是拉卜楞寺的密宗学院。它的修习仪规，是根据后藏喜饶桑盖法师传续而来。主奉密宗集密、怖畏九首、胜乐、三大金刚、六臂和法王护法。设三个学级，修业年限要看每个人的勤奋程度与智慧而定。该院学僧来源，有由闻思学院中途转来的，有结业后转学的，也有一进寺庙便修习的。所以修习年限不一样。续部下学院主要教授：密宗教义、广授法师之灌顶，教化善根弟子入密宗金刚乘门。续部下学院的佛殿是整个拉卜楞寺现存唯一一座第一世嘉木样活佛时所修建的佛殿，风格古典文物众多，近300年来没有经过任何维修。续部下学院游客较少，主要供信教徒烧香朝拜许愿祈祷。现任管家为六岁即在拉卜楞寺出家的喇嘛格桑嘉措。

## 初级
初级，学修生起次地。升级时候，必须背诵《大自在生起与圆满次第经》、《集密生起与圆满次第经》、《怖畏九首金刚生起与圆满次第经》三部经中之一部，方可升入中级。

## 中级
中级，要求学僧必须背诵《集密自入经》等六种经，并学会用彩色细砂制造坛城。升入高级班时，必须背诵《四注合解经》。

## 高级
高级，依据《生起与圆满次第经》中规定的程序进行修行。每年农历二月十七至二十一通过密宗教义的辩论考试，取得“俄然巴”学位。每年只录取一人。